# Olivtangara
För fågelarten Chlorothraupis/Habia carmioli, se olivkardinal.
Olivtangara (Sphenopsis frontalis) är en fågel i familjen tangaror inom ordningen tättingar.

## Utseende
Olivtangaran är en anspråkslöst färgad tangara utan särskilda kännetecken. Fjäderdräkten är matt gul, i vissa områden lite mer bjärt gult i ett ögonbrynsstreck.

## Utbredning och systematik
Olivtangara förekommer i bergstrakter i norra Sydamerika. Den delas in i fem underarter med följande utbredning:
- Sphenopsis frontalis frontalis – förekommer i Anderna i östra Colombia, östra Ecuador och östra Peru
- Sphenopsis frontalis ignobilis – förekommer i Anderna i södra Lara, Trujillo, Mérida och Táchira i västra Venezuela
- Sphenopsis frontalis flavidorsalis – förekommer i bergskedjan Serranía del Perijá på gränsen mellan Colombia och Venezuela
- Sphenopsis frontalis hanieli – förekommer i bergen på norra Venezuelas kust, från Aragua till Miranda
- Sphenopsis frontalis iteratus – förekommer i bergen på nordöstra Venezuelas kust, Monagas till Sucre

Tidigare placerades den i släktet Hemispingus, men DNA-studier visar att de inte är varandras närmaste släktingar.

## Levnadssätt
Olivtangaran hittas i förberg och subtropisk skog på mellan 1500 och 2500 meters höjd. Där ses den vanligen i par eller smågrupper, ofta som en del av kringvandrande artblandade flockar som rör sig genom undervegetationen upp till skogens mellersta skikt.

## Status och hot
Arten har ett stort utbredningsområde, men tros minska i antal, dock inte tillräckligt kraftigt för att den ska betraktas som hotad. Internationella naturvårdsunionen IUCN listar arten som livskraftig (LC).